# Six Degrees of Separation (nummer)
"Six Degrees of Separation" is een nummer van de Ierse band The Script. Het nummer verscheen op hun album #3 uit 2012. Op 25 november van dat jaar werd het uitgebracht als de tweede single van het album.

## Achtergrond
"Six Degrees of Separation" is geschreven door zanger Danny O'Donoghue en gitarist Mark Sheehan in samenwerking met Steve Kipner en Andrew Frampton en is geproduceerd door Kipner en Frampton. Het nummer is een duet tussen O'Donoghue en Sheehan, die de brug zingt. O'Donoghue schreef het nummer nadat hij in de krant las dat hij de relatie met zijn vriendin had verbroken en inmiddels met iemand anders een relatie zou hebben. In een interview vertelde hij dat het voor hem een leermoment was in hoe hij om moest gaan met de media. Hij legde uit: "Dit is de eerste keer dat de band in de spotlights staat. Er is mij gevraagd waarom ik de geruchten zo lang naast me liet liggen. Maar er is geen handboek over hoe je hiermee moet omgaan, en ik was in rouw. Mijn relatie was ten einde."
De term "six degrees of separation" houdt normaal gesproken in dat iedereen ter wereld binnen zes stappen met elkaar in verbinding is, maar in het geval van dit nummer gaat het over de verschillende fases die men doorloopt na een relatiebreuk.
"Six Degrees of Separation" werd op 25 november 2012 officieel uitgebracht als single, maar op 5 november werd de videoclip al online geplaatst. Ter promotie zong de band het nummer tijdens de jaarlijkse inzamelingsactie Children in Need in 2012 en tijdens de halve finale van het derde seizoen van The Voice of Holland. Het werd een hitje in een aantal landen: in hun thuisland Ierland kwam het tot plaats 25, terwijl het in het Verenigd Koninkrijk tot plaats 32 kwam. In Nederland bereikte de single plaats 32 in de Top 40 en plaats 50 in de Single Top 100, maar in Vlaanderen werd de Ultratop 50 niet gehaald en bleef het steken op de vierde plaats in de "Bubbling Under"-lijst.

## Hitnoteringen

### Nederlandse Top 40
| Hitnotering: 19-01-2013 t/m 16-02-2013 | Hitnotering: 19-01-2013 t/m 16-02-2013 | Hitnotering: 19-01-2013 t/m 16-02-2013 | Hitnotering: 19-01-2013 t/m 16-02-2013 | Hitnotering: 19-01-2013 t/m 16-02-2013 | Hitnotering: 19-01-2013 t/m 16-02-2013 | Hitnotering: 19-01-2013 t/m 16-02-2013 |
| Week                                   | 1                                      | 2                                      | 3                                      | 4                                      | 5                                      |                                        |
| -------------------------------------- | -------------------------------------- | -------------------------------------- | -------------------------------------- | -------------------------------------- | -------------------------------------- | -------------------------------------- |
| Positie                                | 34                                     | 34                                     | 32                                     | 35                                     | 37                                     | uit                                    |

### Single Top 100
| Hitnotering week 1 t/m 5: 15-12-2012 t/m 12-01-2013 Hitnotering week 6 t/m 8: 26-01-2013 t/m 09-02-2013 | Hitnotering week 1 t/m 5: 15-12-2012 t/m 12-01-2013 Hitnotering week 6 t/m 8: 26-01-2013 t/m 09-02-2013 | Hitnotering week 1 t/m 5: 15-12-2012 t/m 12-01-2013 Hitnotering week 6 t/m 8: 26-01-2013 t/m 09-02-2013 | Hitnotering week 1 t/m 5: 15-12-2012 t/m 12-01-2013 Hitnotering week 6 t/m 8: 26-01-2013 t/m 09-02-2013 | Hitnotering week 1 t/m 5: 15-12-2012 t/m 12-01-2013 Hitnotering week 6 t/m 8: 26-01-2013 t/m 09-02-2013 | Hitnotering week 1 t/m 5: 15-12-2012 t/m 12-01-2013 Hitnotering week 6 t/m 8: 26-01-2013 t/m 09-02-2013 | Hitnotering week 1 t/m 5: 15-12-2012 t/m 12-01-2013 Hitnotering week 6 t/m 8: 26-01-2013 t/m 09-02-2013 | Hitnotering week 1 t/m 5: 15-12-2012 t/m 12-01-2013 Hitnotering week 6 t/m 8: 26-01-2013 t/m 09-02-2013 | Hitnotering week 1 t/m 5: 15-12-2012 t/m 12-01-2013 Hitnotering week 6 t/m 8: 26-01-2013 t/m 09-02-2013 | Hitnotering week 1 t/m 5: 15-12-2012 t/m 12-01-2013 Hitnotering week 6 t/m 8: 26-01-2013 t/m 09-02-2013 | Hitnotering week 1 t/m 5: 15-12-2012 t/m 12-01-2013 Hitnotering week 6 t/m 8: 26-01-2013 t/m 09-02-2013 |
| Week | 1 | 2 | 3 | 4 | 5 | | 6 | 7 | 8 | |
| --- | --- | --- | --- | --- | --- | --- | --- | --- | --- | --- |
| Positie                                                                                                 | 50 | 95 | 90 | 72 | 76 | uit | 85 | 69 | 85 | uit |

### NPO Radio 2 Top 2000
| Nummer met noteringen in de NPO Radio 2 Top 2000 | '13  | '14  | '15  |
| ------------------------------------------------ | ---- | ---- | ---- |
| Six Degrees of Separation                        | 1498 | 1389 | 1823 |

1. ↑  Een vetgedrukt getal geeft de hoogste notering aan.
2. ↑  2013 was het eerste jaar met een notering voor dit nummer.
3. ↑  Deze tabel is bijgewerkt tot en met de laatste editie (2024).